# 影子滅殺令
是一部2010年首映的新黑色政治驚悚片，內容改編自羅伯特·哈里斯的小說《獵殺幽靈寫手》（The Ghost）。此片由羅曼·波蘭斯基執導，伊雲·麥葵格及皮雅斯·布士南等主演。

## 劇情
英國前首相凌艾敦（Adam Lang，皮雅斯·布士南飾）打算出回憶錄，找上一名職業代筆作家（伊雲·麥葵格飾）來為他執筆。凌艾敦其實早前已要求過他自己的助手代筆，但那名助手卻離奇死去，只留下一份手稿。代筆作家為了此書，乘飛機跟隨凌艾敦到了凌在美國東部的第宅，在到達那天凌艾敦卻爆出非法將英國公民交給美國中央情報局（CIA）折磨的醜聞，並且被指控其任內發動的反恐戰爭中犯下了戰爭罪行。
一大班記者開始守在屋前打探消息，而代筆作家本來打算只專注於寫作，卻在前助手留下的手稿裡發現了有關此事件的線索。追查之下，他發現前寫手的死並非意外或自殺。他在線索中，找到凌艾敦與中情局的特殊連繫，當他欲進一步查清事件之際，自己亦身陷險境。

## 演員表
- 伊雲·麥葵格 飾 代筆作家，電影中從未提起他的名字[4]
- 皮雅斯·布士南 飾 凌艾敦（Adam Lang），英國前首相[4]
- 奧莉花·威廉士（英语：Olivia Williams） 飾 Ruth Lang[4]，凌艾敦的太太
- 甘·嘉德露 飾 Amelia Bly[4]，凌艾敦的助手
- 添莫菲·赫頓 飾 Sidney Kroll[5]，凌艾敦的美國律師
- 湯·韋堅遜 飾 Paul Emmett[4]，哈佛法律系教授
- 占·布魯殊 飾 John Maddox[4]，出版社的CEO
- 勞勃·普格（英语：Robert Pugh） 飾 Richard Rycart[4]，英國前外交大臣，亦是聯合國特使

## 獎項
本片是第60屆柏林影展競賽電影，獲得柏林影展最佳導演銀熊獎以及歐洲電影獎最佳影片。

## 參註
1. 1 2  . Summit Entertainment. 11 December 2009  [13 December 2009]. （原始内容存档于2010-01-03）.
2. 1 2  . Box Office Mojo.   [2010-02-21]. （原始内容存档于2015-09-05）.
3. ↑  Gene D. Phillips. . Scarecrow Press. 2012: p.225. ISBN 9780810881891.
4. 1 2 3 4 5 6 7  Gregg Kilday. . The Hollywood Reporter. 2009-01-21  [2009-02-28].[]
5. ↑  Borys Kit. . The Hollywood Reporter. 2009-02-06  [2009-02-28]. （原始内容存档于2009-02-10）.

## 外部連結
- 互联网电影数据库（IMDb）上《影子滅殺令》的资料（英文）
- AllMovie上《影子滅殺令》的资料（英文）
- Box Office Mojo上《影子滅殺令》的資料（英文）
- Metacritic上《影子滅殺令》的資料（英文）
- 爛番茄上《影子滅殺令》的資料（英文）